# Muleta
Muleta (muletá) je výraz ze španělštiny s původním významem „hůl“, „berla“. Obvykle však označuje plachtu v rukou torera – matadora při býčích zápasech. Muleta je obvykle jasně červené, rudé, či fialové barvy a slouží k vyprovokování býka k útoku na torera. Muleta je z hedvábné látky, která je přidělána na dřevěnou tyč nazývanou šídlo. Tyč přidělaná na hedvábí dostává také jiná jména. Například: flanel, Panosa, muletilla nebo plátno.

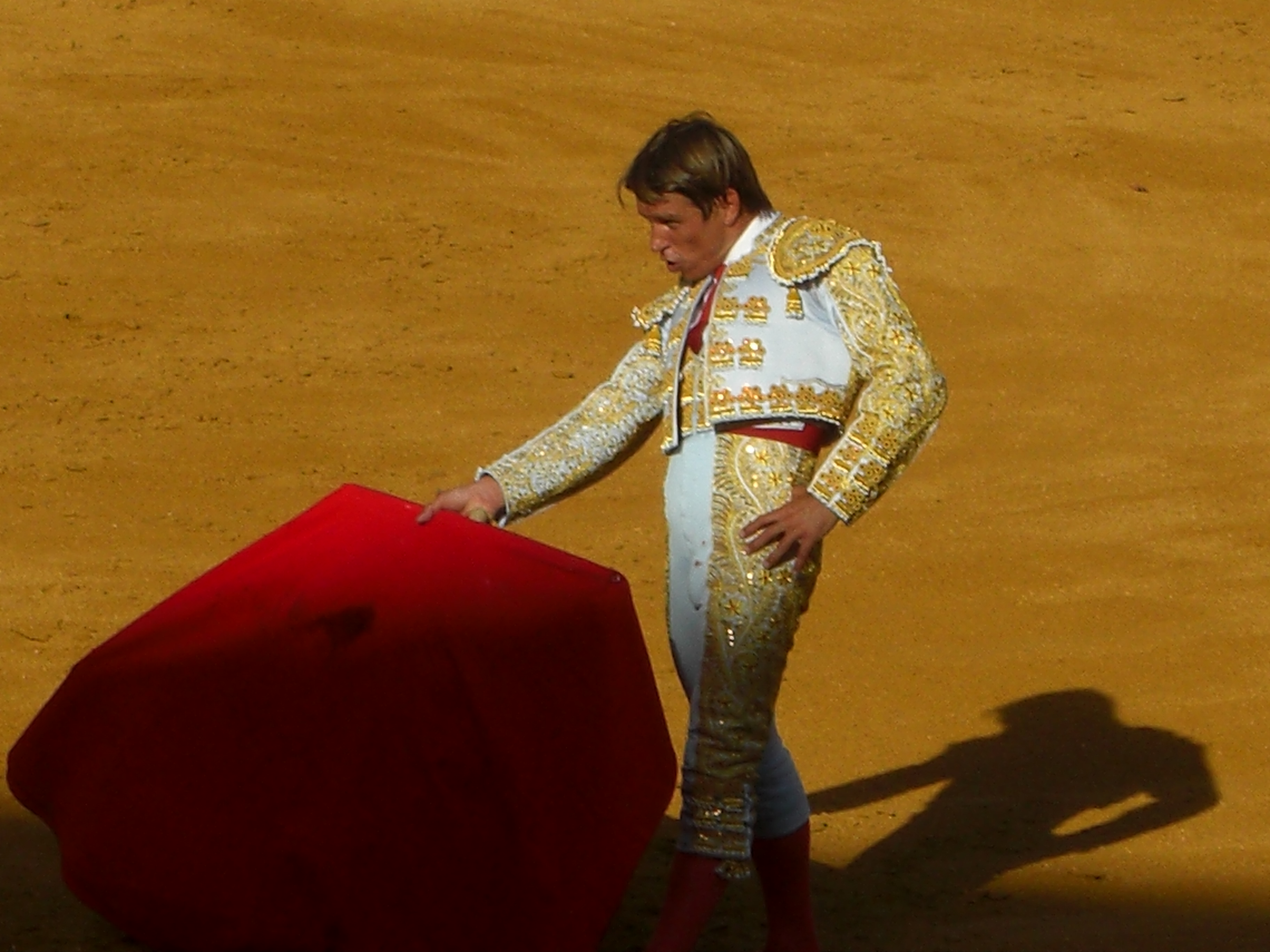
Torero s muletou